# Еріх Геккер
Еріх Геккер (нім. Erich Höcker; 18 червня 1881, Ганновер — 31 серпня 1948, Галле) — німецький воєначальник, генерал-лейтенант вермахту. Кавалер Німецького хреста в сріблі.

## Біографія
В 1901 році вступив в 164-й піхотний полк, з 1910 року — полковий ад'ютант. Учасник Першої світової війни, з 1916 року — дивізійний ад'ютант. В 1919 році демобілізований і вступив в поліцію. 15 жовтня 1935 року перейшов у вермахт і очолив підготовку солдатів в Оппельні. З 26 серпня 1939 року — командир 444-го піхотного полку, з 3 травня 1941 року — 719-ї піхотної дивізії. 10 січня 1944 року відправлений в резерв фюрера, а 31 травня звільнений у відставку.

## Звання
- Фанен-юнкер (1901)
- Фенріх (27 січня 1902)
- Лейтенант (18 жовтня 1902)
- Оберлейтенант (18 жовтня 1911)
- Гауптман (18 листопада 1914)
- Гауптман поліції (1919)
- Майор поліції (1920)
- Оберстлейтенант поліції (10 березня 1931)
- Оберст поліції (1933)
- Оберст (15 жовтня 1935)
- Генерал-майор (1 червня 1941)
- Генерал-лейтенант (1 листопада 1942)

## Нагороди
- Орден Корони (Пруссія) 4-го класу (1914)
- Залізний хрест 2-го і 1-го класу
- Військовий Хрест Фрідріха-Августа (Ольденбург) 2-го класу
- Ганзейський Хрест (Гамбург)
- Нагрудний знак «За поранення» в чорному
- Сілезький Орел 2-го і 1-го ступеня
- Німецький кінний знак
- Почесний хрест ветерана війни з мечами (1934)
- Медаль «За вислугу років у Вермахті» 4-го, 3-го, 2-го і 1-го класу (25 років; 2 жовтня 1936) — отримав 4 нагороди одночасно.
- Застібка до Залізного хреста 2-го і 1-го класу
- Хрест Воєнних заслуг 2-го і 1-го класу з мечами
- Медаль «За хоробрість» (Словаччина)
- Німецький хрест в сріблі (30 жовтня 1943)